# Jesús de Monasterio
Jesús de Monasterio y Agüeros (* 21. März 1826 in Potes/Liébana; † 28. September 1903 in Cabezón de la Sal/Saja-Nansa) war ein spanischer Geiger, Komponist, Dirigent und Musikpädagoge.

## Leben
De Monasterio hatte im Alter von vier Jahren den ersten Violinunterricht bei seinem Vater, einem pensionierten Richter und Amateurmusiker. Später setzte er seine Ausbildung in Valladolid bei José Ortega Zapata und ab 1843 in Madrid bei Juan Ortega und Antonio Daroca fort. Auf Konzertreisen durch Spanien trat er u. a. in Granada, Madrid, Sevilla und Lérida auf. Nach dem Tod seines Vaters 1945 wurde er von seinem Lehrer Basilio Montoya aufgenommen.
Von 1847 bis 1851 studierte er am Königlichen Konservatorium Brüssel Geige bei Charles-Auguste de Bériot, Harmonielehre bei Jacques-Nicolas Lemmens, Kontrapunkt bei François-Joseph Fétis und Musikliteratur bei François-Auguste Gevaert. 1852 wurde er mit dem Ehrenpreis des Konservatoriums ausgezeichnet. 1854 wurde er als Ehrenviolinist der Capilla Real ausgezeichnet und wurde Ehrenmitglied der Real Academia de España en Roma. 
Nach Konzertreisen durch England und Schottland wurde er 1857 mit dem Cruz de Carlos III el Noble de Navarra ausgezeichnet und zum Violinprofessor am Real Conservatorio Superior de Música de Madrid ernannt. Er unterrichtete hier vierzig Jahre lang in der belgischen Tradition seines Lehrers Bériot und war von 1894 bis 1897 Direktor des Konservatoriums. Seine bedeutendsten Schüler waren Enrique Fernández Arbós, Antonio Fernández Bordas, Pau Casals, Conrado del Campo und Juan Ruiz Casaux.
Bei einer Europatournee 1861 trat er in Belgien und den Niederlanden auf und gab Konzerte am Leipziger Gewandhaus, begleitet von Giacomo Meyerbeer in Berlin und in Weimar. 1863 gründete er mit dem Pianisten Juan María Guelbenzu die Sociedad de Cuartetos de Madrid, die sich der Aufführung der romantischen Quartettliteratur widmete. Ihr gehörten neben Monasterio und Guelbenzu der Pianist  Mariano Vázquez Gómez, der Geiger Rafael Pérez, der Bratschist Tomás Lestán und der Cellist Ramón Rodríguez Castellano (später durch Víctor Mirecki Larramat ersetzt) an.
Als Dirigent trat er erstmals 1864 bei der Asociación de Socorros Mutuos de Artistas auf. Von 1869 bis 1876 war er Leiter der Sociedad de Conciertos, mit der er Kompositionen zeitgenössischer spanischer Komponisten wie Miguel Marqués, Nicolás Ruiz Espadero, Nicolás Ledesma, Valentin Zubiaurre, Joan Casamitjana i Alsina, Tomás Bretón und Soledad Bengoechea de Cármena aufführte. 1880 dirigierte er mit großem Erfolg die Konzerte der Sociedad de Profesores de Barcelona.

## Werke
für Violine und Klavier
- La Violeta, 1849
- Nocturno für Violine und Klavier, 1852, 1874
- Adiós a la Alhambra, 1855
- Adieu, Romance sans paroles, 1855
- Gran fantasie nationale sur des airs populaires espagnols, 1855
- Rondó liebanense, 1857
- Pequeña fantasía de salón, 1860
- Fiebre de amor, 1867
- Melodía para violín o violoncello y piano, 1874
- Sierra Morena, 1883

für Violine und Orchester
- Fantasía original española, 1853
- Adiós a la Alhambra, 1855
- Gran Fantasie Nationale sur des airs Populaires Espagnols, 1855
- Concierto para violín y orquesta en Si menor, 1859, 1880

für Orchester
- Adiós a la Alhambra, 1855
- Aria Chiesa, 1861
- Marcha fúnebre y triunfal, 1864
- Scherzo Fantástico, 1865

für Klavier
- Andante melódico für Klavier, 1849
- Tristeza. Romanza sin palabras para piano, 1861
- Scherzo Fantástico, 1875
- Adiós a la Alhambra, 1897

für andere Instrumente
- Allegretto für Oboe, 1861
- Andantino melódico für Klarinette, 1861
- Moderato für Klarinette, 1862
- Marcha solemne, 1870
- Melodía para violín o violoncello y piano, 1874
- Veinte Estudes artistiques de Concert por violón avec acompagnement d’un second violón, 1878
- Barcarola, undatiert

Vokalwerke
- El regreso a la Patria. Escena marítima para voces solas, undatiert
- La violette et le camélia, 1855
- Le Retour des Matelots, 1855
- Las dos hermanas. Dúo para canto, 1857
- Acuérdate de mí, 1857
- El cautivo, 1860
- El triunfo de España, 1860
- L’Échange (El Trueque), 1861
- Salve a cuatro voces, 1862
- Salve para tiple y contralto, 1863
- Le Chrétien mourant (El Cristiano moribundo), 1867
- Desconsuelo de una madre, 1867
- Sí, recuerdo, 1868
- Amor de madre, 1870
- Plegaria a la Santísima Cruz, 1872
- Véante mis ojos, 1882
- Requiescat in pace, 1882
- Dies irae, 1882
- Album de S.A.R. la Srma. Sra. Infanta D.ª Isabel de Borbón, 1883
- O vos omnes, 1883
- Cántico a la Santísima Virgen, 1884
- Plegaria a cuatro voces solas, 1886
- Sequentia del Oficio del Patriarca Santo Domingo, 1886
- Antífona del Patriarca Santo Domingo, 1886
- Qui manducat meam carnem, 1888
- O Sacrum Convivium, 1897
- Invitatorio Christum regem saeculorum, 1900, 1903
- Ave verum corpus, undatiert
- Seule, undatiert